# Die Königin und der Leibarzt
Die Königin und der Leibarzt ist ein dänischer Historienfilm aus dem Jahr 2012. Das von Nikolaj Arcel inszenierte Filmdrama ist eine Literaturverfilmung eines Romans von Bodil Steensen-Leth und ist im Dänemark des späten 18. Jahrhunderts angesiedelt. Es stellt den Aufstieg und Fall des Arztes Johann Friedrich Struensee am dänischen Königshof dar.
Der deutsche Kinostart erfolgte am 19. April 2012.
Im September 2012 wurde Die Königin und der Leibarzt als offizieller Kandidat Dänemarks auf eine Oscar-Nominierung in der Kategorie Bester fremdsprachiger Film ausgewählt. Der Film setzte sich gegen Susanne Biers Den skaldede frisør und Bille Augusts Marie Krøyer durch.

## Handlung
Die Handlung wird als Rückblende geschildert. Die todkranke dänische Königin Caroline Mathilde schreibt aus ihrem Exil in Celle einen Brief an ihre Kinder, damit sie später das Leben ihrer Mutter verstehen können. Darin schildert sie, wie sie, in England aufgewachsen, mit ihrem Cousin König Christian VII. von Dänemark verheiratet wurde, ohne ihn je gesehen zu haben.
Der König erweist sich als unerwachsen und an Caroline wenig interessiert. Er zieht nachts lieber durch Bordelle und sieht sich Theaterstücke an. Nach der Geburt seines Sohnes wird Caroline von ihm nur noch „Mutter“ genannt. Das Leben am Hofe wird ihr erträglicher, nachdem Johann Friedrich Struensee, ein Armenarzt aus Altona mit aufklärerischen Ideen, als Leibarzt Christians mit diesem von einer Reise zurückkehrt. Struensee ist in der Lage, mit der schwierigen Persönlichkeit Christians auszukommen, kann ihn ablenken und lenken. Caroline und Struensee verlieben sich ineinander. Die Königin ermutigt den Leibarzt, über seinen Einfluss auf den König Gesetze und Anordnungen durch den regierenden Rat beschließen zu lassen. Der Ratsvorsitzende Bernstorff, selbst ein Deutscher, möchte den lästigen und nicht standesgemäßen deutschen Rivalen beseitigen, doch der König löst den Rat auf und ernennt seinen Freund Struensee zum allmächtigen Minister. Dieser kann nun Reformen im Sinne der Aufklärung wie die allgemeine Pockenimpfung, die Abschaffung der Zensur und das Verbot der Folter durchsetzen. Wegen der Finanznot des Staates kürzt er auch Bezüge des Adels und Mittel für das Militär und unterhöhlt dadurch seine Machtstellung. Juliane von Braunschweig-Wolfenbüttel, die Stiefmutter des Königs, die ihren eigenen Sohn auf den Thron bugsieren möchte, nutzt Gerüchte über die nicht folgenlos gebliebene Liebesbeziehung zwischen Struensee und der Königin – diese schenkt der Tochter Louise Auguste das Leben – um sich mit dem Adel und der Palastwache gegen Struensee zu verbünden. Struensee und sein Freund Enevold von Brandt werden verhaftet, gefoltert und zum Tode verurteilt. Der König möchte seinen Freund begnadigen, wird aber von der wieder erstarkten Adelsclique übergangen. Struensee und von Brandt werden enthauptet, Königin Caroline wird nach Celle verbannt, wo sie kurz darauf nach schwerer Krankheit stirbt.
Am Ende des Films sieht man, wie Jahre später den Kindern der Brief übergeben wird. Der Sohn Friedrich übernimmt kurze Zeit später die Regentschaft und stellt die Reformen Struensees wieder her.

## Hintergrund

### Produktion
Die neue Verfilmung sollte zunächst auf Per Olov Enquists Buch Der Besuch des Leibarztes basieren. Die Verfilmungsrechte an Enquists Buch lagen jedoch seit mehreren Jahren bei Nordisk Film, Yellow Bird und dem ZDF. Die Filmgesellschaft Zentropa versuchte zunächst erfolglos, diese Rechte zu kaufen. Danach erwarb Zentropa die Verfilmungsrechte am Roman Prinsesse af blodet von Bodil Steensen-Leth und ließ die Drehbuchautoren Nikolaj Arcel und Rasmus Heisterberg ein Skript auf dessen Basis verfassen. Im Gegensatz zu Enquists Buch stellt Steensen-Leths Roman die Geschehnisse aus Sicht der Königin Caroline Mathilde dar. Per Olov Enquist sah im Drehbuch des Films dennoch eine Urheberrechtsverletzung. Zentropa wies die Kritik als unbegründet zurück.

### Weitere Verfilmungen
Die historische Figur des Dr. Struensee und seine Liebe zur dänischen Monarchin bot bereits zuvor Stoff zu drei weithin beachteten Verfilmungen:
Bereits 1923 wurde der Stummfilm Die Liebe einer Königin  von Ludwig Wolff mit folgender Besetzung gezeigt: Harry Liedtke (Struensee), Henny Porten (Königin), Walter Janssen (König), Adele Sandrock, Max Gülstorff. Produktionsfirmen waren die Austro-Americana-Film-Company bzw. die Maxim-Filmgesellschaft Ebner & Co.
1935 lief der britische Film The Dictator in den Kinos an, der in Deutschland unter dem Titel Mein Herz der Königin verliehen wurde. Unter der Regie von Victor Saville spielten Clive Brook (Struensee), Madeleine Carroll (Königin) und Emlyn Williams (König).
Überaus erfolgreich war in Deutschland die 1956 entstandene Produktion Herrscher ohne Krone von Harald Braun. Die prominente Besetzung umfasste O. W. Fischer in der Rolle des Arztes, Odile Versois als seine königliche Geliebte und Horst Buchholz als deren Mann.

## Kritiken
„Der Historienfilm spürt zwar in einigen spannungsvollen Sequenzen der ,Dialektik der Aufklärung’ nach, findet insgesamt aber keinen thematischen Fokus und keine Anbindung des Stoffs an die Gegenwart.“

„Im Mittelpunkt steht hier jedoch eher die titelgebende Königin, insbesondere aber ein hemdsärmeliger Leibarzt und Aufklärer, der frischen Wind ins dänische Königshaus bringt. Ein wenig mehr Schwung hätte im Übrigen auch dem betulichen und etwas steif daherkommenden Kostümschinken gut getan.“

„Dass der Film bei der Berlinale in diesem Jahr allerdings gleich zwei Bären gewinnen konnte, ist doch überraschend. Einmal, weil Folsgaard die Darsteller-Auszeichnung bekam, obwohl Mikkelsen viel prägnanter spielt. Vor allem aber, weil auch noch der Drehbuch-Bär an diese Produktion ging. Dieses Drama ist gediegenes Kostümkino, mehr nicht.“

„Der dänische Regisseur erzählt unaufgeregt und ohne Pathos, seine Bilder sind erlesen, verlieren sich aber nie in den prunkvollen Dekors.“

## Auszeichnungen
- Internationale Filmfestspiele Berlin 2012: Silberne Bären in den Kategorien Bester Darsteller (Mikkel Boe Følsgaard) und Bestes Drehbuch (Nikolaj Arcel und Rasmus Heisterberg)
- Europäischer Filmpreis 2012: Nominierungen in den Kategorien Bestes Szenenbild (Niels Sejer) und Beste Filmmusik (Cyrille Aufort und Gabriel Yared)